# Arbeid (filosofie)
Arbeid als sociaal wetenschappelijke- en filosofische categorie omvat alle processen van een bewuste creatieve gedachtewisseling van mensen met de natuur en de maatschappij. Betekenisgever aan deze processen zijn de uit vrije wil zelfbeschikte en moreel verantwoordelijke handelende mensen met hun individuele Maslow-hiërarchie van behoeften, vaardigheden en wereldbeelden, dit in het kader van de actuele deels door de natuur gegeven en maatschappelijke arbeidsomstandigheden.

## Max Weber (1864–1920)
Max Weber wordt gezien als een van de grondleggers van de sociologie. Hij heeft jaren besteed aan het bestuderen van de redenen waarom mensen dingen doen. Hij stelde dat niet waarneembare redenen of motieven, verklaard kunnen worden door middel van waarneembare acties. Hij focuste zich op redenen voor sociaal gecoördineerd gedrag, hij noemde deze sociaal handelen.
Sociologie ... is een wetenschap die zich bezighoudt met de interpretatie en begrip van sociale actie, waarbij de loop en de consequenties daarvan causaal verklaard worden. We kunnen spreken van sociale actie zolang het individu een subjectieve betekenis koppelt aan zijn gedrag...:
Weber onderscheidde twee manieren waarop menselijke acties zijn gebaseerd, namelijk met redenering en zonder redenering. Mensen die handelen gebaseerd op emotie of uit gewoonte, beschouwde hij als niet-rationeel. Mensen die handelen uit rede en doeleinden, noemde hij rationeel. Acties met een efficiënt doeleinde duidde hij aan als doelrationeel. Acties uit een moreel rechtvaardige motivatie, duidde hij aan als waarderationeel. Volgens Weber handelt iedereen uit beiden redenen, waarbij mensen hun individuele gedrag verantwoorden vanuit de ene reden of de andere. Dit onderscheid die hij maakte is centraal geworden voor de moderne beschouwing van rationele sociale actie.

## Jürgen Habermas (1929- )
In zijn werk uit 1981, Theorie des kommunikativen Handelns, bevestigde de filosoof Jürgen Habermas Webers overtuiging dat doel- en waarderationele motieven waarneembare handeling kan verklaren. Hij bestempelde verschillende labels aan Webers dichotomie. Doelmatige handeling noemde hij teleologisch, ofwel "werk" en waarderationele handeling noemde hij "normatief gereguleerd".:63–4 In zijn latere werk scherpte hij deze labels aan. Doelrationele handeling wordt hierin gemotiveerd door "niet-publieke en actor-gerelateerde redenen" en waarderationele handeling door "openbaar verdedigbare en actor-onafhankelijke redenen".
Als toevoeging om Webers labels duidelijker te maken, stelde hij een nieuwe soort sociale handeling voor om te verklaren hoe individuele doelrationele handeling wordt ingebed in rechtmatige patronen van sociale interactie.
Habermas argumenteerde dat taalgemeenschappen een achtergrond van gezamenlijke symbolen delen die "een normatieve context erkent als rechtmatig". Het stelt een intersubjectieve gedeelde "levenswereld" vast van kennis die functioneert als een morele leidraad en correlerende rol die Weber toekende aan waarderationaliteit. Gedeeld begrip die voortkomt uit directe communicatie, creëert een collectief bewustzijn van een instrumentele kennis-technologische realiteit en van morele regels-waarde realiteit. Deze is capabel om voorgeschreven patronen van correlerend gedrag te genereren.